# Set Adrift on Memory Bliss
Set Adrift on Memory Bliss is een nummer van de Amerikaanse hiphopgroep P.M. Dawn uit 1991. Het is de tweede single van hun debuutalbum Of the Heart, of the Soul and of the Cross: The Utopian Experience. Het nummer bevat een sample van de hit True van de Britse band Spandau Ballet, vandaar dat Spandau Ballet-gitarist Gary Kemp ook vermeld staat op de credits. Zanger Tony Hadley, tot dan toe geen liefhebber van hiphop en sampling, werkte mee aan de videoclip.
Het nummer werd een grote hit in Noord-Amerika, West-Europa en Oceanië. In de Amerikaanse Billboard Hot 100 werd het een nummer 1-hit. In de Nederlandse Top 40 wist het nummer de 6e positie te behalen, en in de Vlaamse Radio 2 Top 30 haalde het de 17e positie.